# Matti Mattsson
Matti Mattsson (* 5. Oktober 1993 in Pori) ist ein finnischer Schwimmer.

## Karriere
Mattsson nahm erstmals 2010 im Rahmen der Olympischen Jugendspiele an internationalen Wettkämpfen teil. In den Wettbewerben über 100 m und 200 m Brust erreichte er Rang neun bzw. acht. Zwei Jahre später war er Teilnehmer der Olympischen Spiele in London. Über 200 m Brust verfehlte er als 17. knapp den Einzug in das Halbfinale. Ein Jahr später konnte er bei den Schwimmweltmeisterschaften in Barcelona Bronze über 200 m Brust erringen. 2016 nahm der Finne ein zweites Mal an Olympischen Spielen teil. In Rio de Janeiro kam er über 100 m Brust nicht über seinen Vorlauf hinaus, über 200 m Brust erreichte er das Halbfinale. Auch bei den 2021 stattfindenden Olympischen Sommerspielen in Tokio war er erneut mit von der Partie. Über 100 m Brust erreichte er das Halbfinale wiederholt nicht, über 200 m Brust gewann er hingegen Bronze.